# Bižuterie

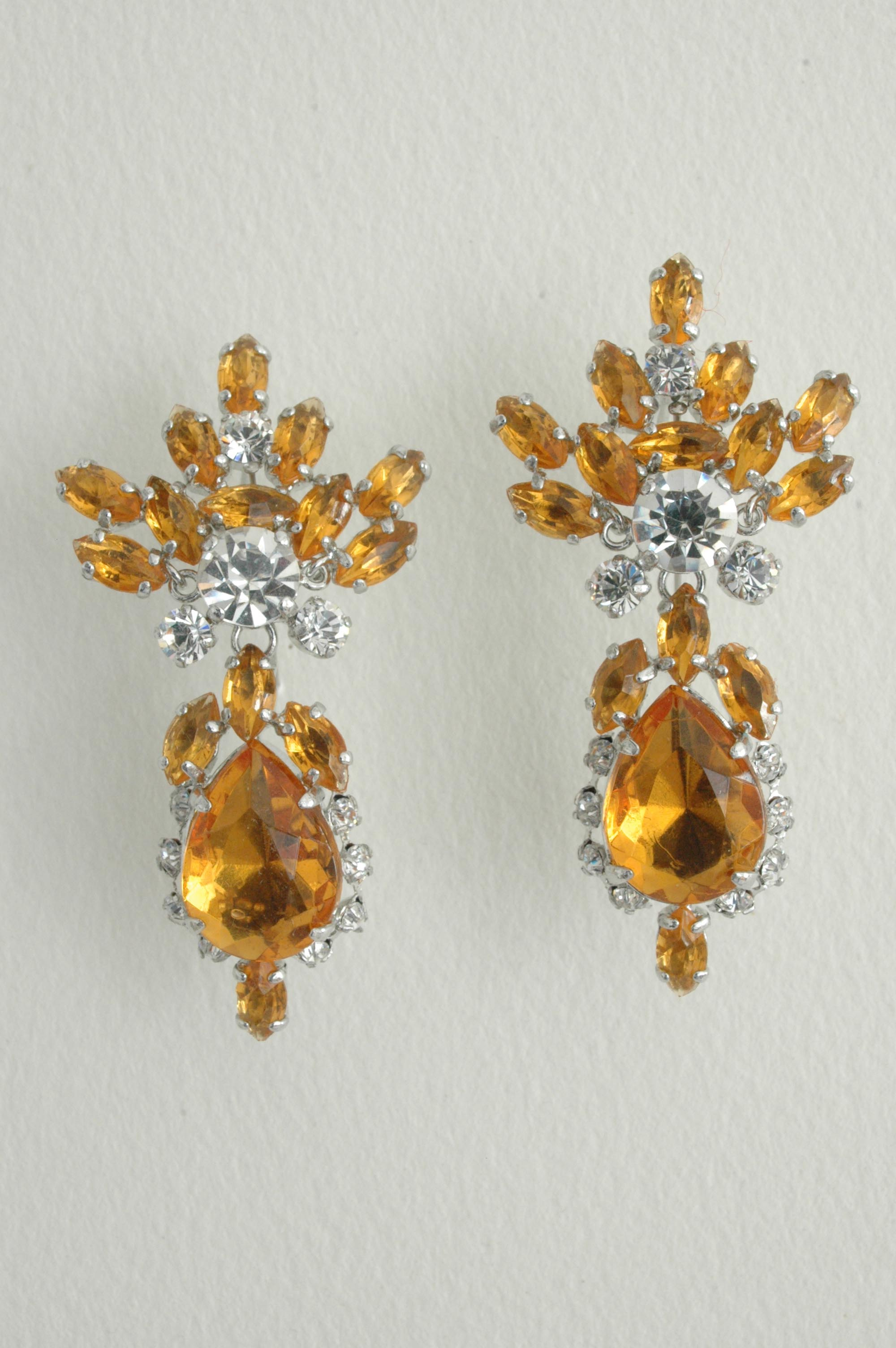
Bižuterie ze skla z roku 1950

Bižuterie (franc. bijouterie) je šperk, galanterie či jiné ozdobné oděvní doplňky, vyráběné z kovů, skla, z organických materiálů jako kůže, suché plody či dřevo, nebo syntetických materiálů (s výjimkou zlatnických předmětů z drahých kovů) a drahých kamenů. Podle základního materiálu výrobci bižuterii tradičně dělili na bižuterii kovovou a bižuterii skleněnou, od 30. let 20. století také bižuterii plastovou.
Stejným slovem označujeme i specializované prodejny s tímto sortimentem.
Mezi bižuterní zboží patří náramky, korále, náušnice, brože, náhrdelníky, hřebeny do vlasů, ozdobné jehlice, sponky do vlasů, také korálkové výšivky kabelek, vest, apod.

## Historie
Historie sklářství a s ním spojené výroby šperků a bižuterie se na českém území odvíjí od doby, kdy bylo osídleno Kelty, tedy přibližně od 5. století př. n. l. Keltové byli proslulí výrobou drobných korálků, skleněných perliček a knoflíků.
Na dlouhá staletí, zejména během období stěhování národů (4. až 6. století n. l.), upadlo keltské umění v zapomnění. Jeho znovuzrození v Českých zemích souvisí jednak s importem zboží po obnovení starých kupeckých cest z Franské říše na východ do Byzance, jednak se zrodem nového státního útvaru – Velké Moravy – v 9. století. Známé jsou velkomoravské skleněné gombíky nalezené převážně v dětských hrobech, dále pak skleněné perly a barevné skleněné korálky.

### Němečtí mistři a česká vynalézavost
Základním předpokladem pro výrobu skla je dostatek základních surovin, tedy vody, kvalitního dřeva a sklářských písků s obsahem 60 – 80 % oxidu křemičitého. Všechny tyto podmínky tradičně splňovaly příhraniční regiony Čech: Šumava, Krušné hory, Jizerské hory, Krkonoše a Orlické hory, kam za prací přicházely rodiny českých a německých kolonistů. Byly to právě rodiny sklářů, které byly impulsem pro velký rozmach tohoto řemesla během celého 14. století, kdy došlo k masivnímu rozšíření sklářského řemesla.
O dvě staletí později bylo sklářství zejména v Jizerských horách na vrcholu. Na pozvání rodů Vartenberků a Smiřických se v Čechách usídlovali zkušení huťmistři původem ze Saska. Úspěšně zde působila a prosperovala řada skláren, sklářských dílen i hutí. Současně se samotným sklářstvím se také zdárně rozvíjela řemesla s tímto oborem spojená: brusičství, rytectví a malování skla. Kromě produkce užitkového zboží (pohárů, lahví, sklenic) se dařilo se i výrobě ozdob a šperků.

### Doba vítězství i pádů
Vznik opravdové skleněné bižuterie souvisí s působením bratří Fišerů na Turnovsku, kteří nalezli inspiraci v italských Benátkách. Ti jako první v Čechách začali na počátku 18. století s výrobou kamenů z kompozičního skla za pomocí technologie mačkání brusírenské suroviny kleštěmi.
„Zlaté české ručičky“, znalosti a nové technologie ve sklářském odvětví používané přispěly k tomu, že během 19. století se z Jablonce, kdysi malého provinčního městečka, stalo světově uznávané centrum sklářství a bižuterie.
Nejinak tomu bylo i na začátku 20. století, avšak slibný rozvoj sklářství a bižuterie bylo přerušeno výstřely 1. světové války. Přes krátké vzepětí, k němuž došlo za první republiky (1918–1938) nastal během 2. světové války i po ní výrazný útlum.

#### Zlatá éra bižuterie
Těžké poválečné období v 60. letech 20. století vystřídala éra úspěchů a rozvoje. Díky uvolnění společenské atmosféry, rozvíjejícím se kontaktům se západní Evropou a také modernizaci mnoha zastaralých socialistických podniků se jablonecká bižuterie v té době stala skutečným pojmem.[zdroj⁠?!] Nejnovější a dodnes velmi úspěšná kapitola české výroby bižuterie a sklářství se začala psát po listopadu 1989.[zdroj⁠?!]

## Výrobci
Mezi světové obchodní značky v tomto oboru patří již od 2. poloviny 19. století i česká Jablonecká bižuterie, do roku 1990 šířená prostřednictvím exportního podniku Jablonex. Po roce 1946 získal světové renomé rakouský podnik Swarovski, původem severočeského podnikatele Daniela Swarovského z Jiřetína pod Bukovou. V 21. století převzaly ovšem vůdčí postavení asijské trhy.